# Mautern an der Donau
Mautern an der Donau – miasto w Austrii, w kraju związkowym Dolna Austria, w powiecie Krems-Land. Według Austriackiego Urzędu Statystycznego liczyło 3 494 mieszkańców (1 stycznia 2014).

## Współpraca
Miejscowość partnerska:
- Mautern in Steiermark, Styria